# Виль (Кайзерштуль)
Виль (нем. Wyhl am Kaiserstuhl) — община в Германии, в земле Баден-Вюртемберг.
Подчиняется административному округу Фрайбург. Входит в состав района Эммендинген. Население составляет 3612 человек (на 31 декабря 2010 года). Занимает площадь 16,95 км².